# Stazione di Castelvetrano
La stazione di Castelvetrano è la stazione ferroviaria a servizio della città di Castelvetrano, posto sulla linea Alcamo Diramazione-Trapani (via Castelvetrano), in Sicilia ed è stata stazione di diramazione dal 1910 fino al 31 dicembre 1985, anno in cui venne soppressa l'ultima tratta, la Castelvetrano - Ribera, della linea a scartamento della Ferrovia Castelvetrano-Porto Empedocle.

## Storia
La stazione di Castelvetrano venne inaugurata il 10 luglio 1880 contestualmente all'apertura al traffico della tratta Castelvetrano-Trapani di 74,4 km della linea ferroviaria, a scartamento normale allora in costruzione, tra Trapani e Palermo. La sua costruzione fu a cura della Società Sicula Occidentale. Il 5 giugno 1881, con il completamento della tratta fino a Castellammare del Golfo, Castelvetrano venne collegata alla stazione di Palermo Lolli. Si trattava di un'importante stazione passante della linea, sede di rimessa e infrastrutture manutentive e di rifornimento.
Il 20 giugno del 1910 la Stazione di Castelvetrano divenne stazione di interscambio e a doppio scartamento dato che vennero attivati i due tratti afferenti, con scartamento 950 mm, fino a Partanna di circa 10 km, primo tratto della nuova linea per San Carlo e Burgio e fino a Selinunte, di 13 km, primo tratto della costruenda linea per Porto Empedocle. La stazione venne quindi ampliata arricchendosi di deposito locomotive con rimesse per i due tipi di scartamento, piattaforme girevoli e rifornitori di carbone e di acqua per le locomotive. Con la chiusura dell'ultima tratta Castelvetrano-Sciacca, a partire dal 1987 la stazione è tornata ad essere passante e non più di diramazione. Lo scalo ha diminuito consistentemente la sua importanza.

## Caratteristiche
La stazione è costituita da un fabbricato viaggiatori centrale a due livelli, di notevoli dimensioni, munito di pensilina sul primo binario, a scartamento normale, al quale si affiancano dal "lato Palermo" vari fabbricati di servizio, la mensa e, via via più distanti, altri edifici di servizio, il "Dormitorio" per il personale quindi le rimesse e le officine del Deposito locomotive di Castelvetrano.
Il fascio binari, limitato all'atto della costruzione, venne ampliato negli anni dieci per accogliere le nuove strutture e il fascio binari a scartamento ridotto. Fino alla fine degli anni ottanta era costituito da 4 binari a scartamento normale di cui i primi 2 muniti di marciapiedi per servizio viaggiatori. Il 5º binario era invece riservato allo scartamento ridotto; seguivano vari altri binari per stazionamento e manovra dei treni nonché quelli di servizio per il deposito locomotive. Il magazzino merci e i piani caricatori vennero costruiti sul lato nord della stazione. Alcuni binari erano a doppio scartamento.

## Movimento
La stazione è servita da treni regionali della relazione Trapani-Marsala-Mazara del Vallo-Castelvetrano-Alcamo-Piraineto e occasionalmente da treni storici da e per Palermo.

## Servizi
- Biglietteria automatica
- Sala d'attesa
- Bar